# Saconin-et-Breuil
Pour les articles homonymes, voir Breuil.
Saconin-et-Breuil est une commune française située dans le département de l'Aisne, en région Hauts-de-France.

## Géographie

### Localisation
Saconon-et-Breuil est un village rural situé en périphérie sud-ouest de Soissons, et, à vol d'oiseau, à 16 km au nord-est de Villers-Cotterêts. 31 km à l'est de Soissons et 31 km au sud-est de Noyon.
La commune se trouve dans l'aire d'attraction de Soissons, ainsi que dans sa zone d'emploi et dans son bassin de vie.

### Communes limitrophes
Les communes limitrophes sont  Courmelles, Dommiers, Mercin-et-Vaux, Missy-aux-Bois, Pernant et Vauxbuin.

### Géologie et relief
La superficie de la commune est de 8,53 km2 ; son altitude varie de 58  à   161 mètres.

### Hydrographie

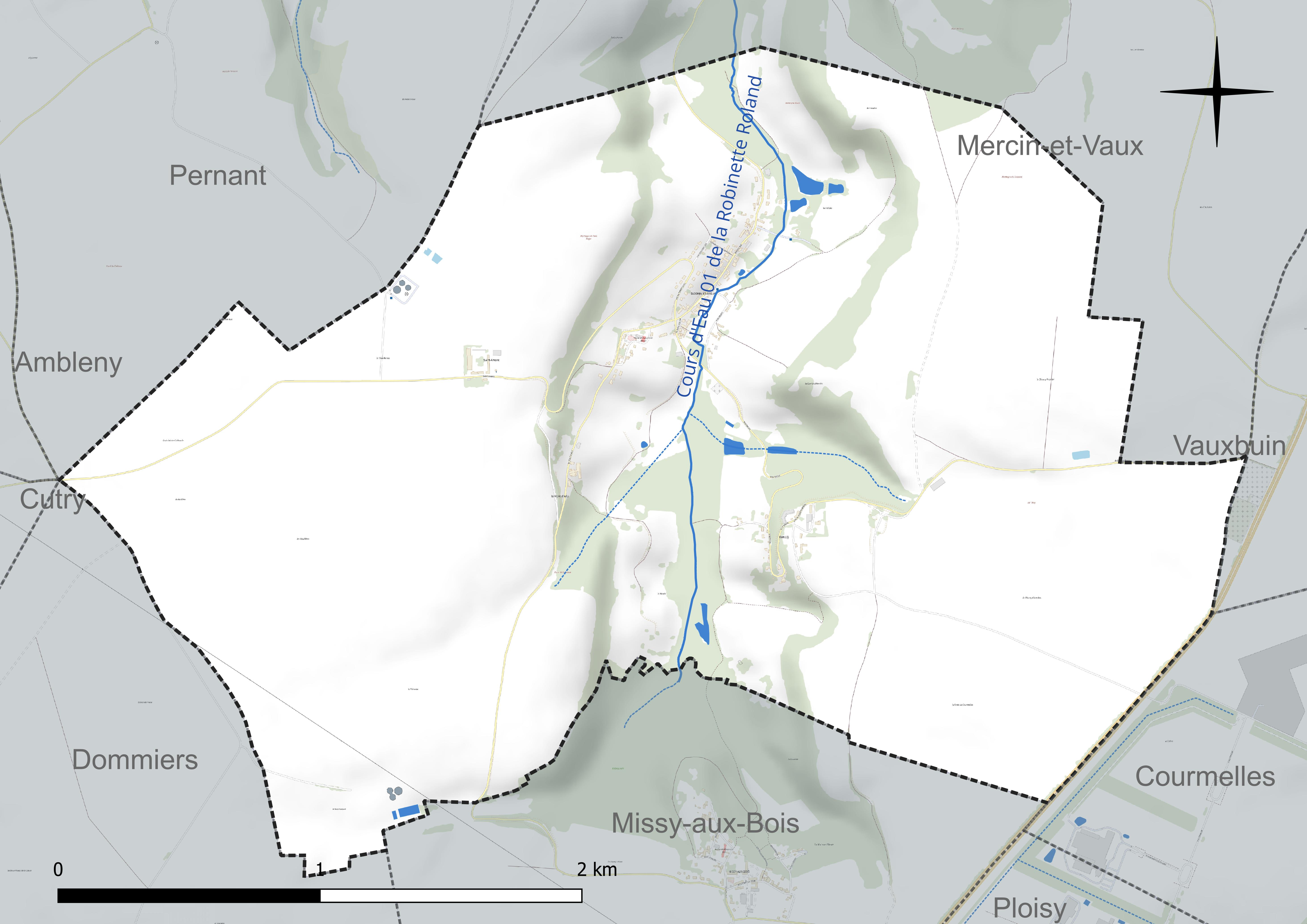
Réseau hydrographique de Saconin-et-Breuil.

La commune est située dans le bassin Seine-Normandie.
Elle est drainée par le cours d'eau 01 de la Robinette Roland,.

### Climat
Pour des articles plus généraux, voir Climat des Hauts-de-France et Climat de l'Aisne.
En 2010, le climat de la commune est de type climat océanique dégradé des plaines du Centre et du Nord, selon une étude du CNRS s'appuyant sur une série de données couvrant la période 1971-2000. En 2020, Météo-France publie une typologie des climats de la France métropolitaine dans laquelle la commune est exposée à un climat océanique altéré et est dans la région climatique Nord-est du bassin Parisien, caractérisée par un ensoleillement médiocre, une pluviométrie moyenne régulièrement répartie au cours de l'année et un hiver froid (3 °C).
Pour la période 1971-2000, la température annuelle moyenne est de 10,6 °C, avec une amplitude thermique annuelle de 15,2 °C. Le cumul annuel moyen de précipitations est de 715 mm, avec 11,9 jours de précipitations en janvier et 8,8 jours en juillet. Pour la période 1991-2020, la température moyenne annuelle observée sur la station météorologique la plus proche, située sur la commune de Braine à 21 km à vol d'oiseau, est de 11,3 °C et le cumul annuel moyen de précipitations est de 662,7 mm,. Pour l'avenir, les paramètres climatiques de la commune estimés pour 2050 selon différents scénarios d'émission de gaz à effet de serre sont consultables sur un site dédié publié par Météo-France en novembre 2022.

## Urbanisme

### Typologie
Au 1er janvier 2024, Saconin-et-Breuil est catégorisée commune rurale à habitat dispersé, selon la nouvelle grille communale de densité à 7 niveaux définie par l'Insee en 2022.
Elle est située hors unité urbaine. Par ailleurs la commune fait partie de l'aire d'attraction de Soissons, dont elle est une commune de la couronne,. Cette aire, qui regroupe 92 communes, est catégorisée dans les aires de 50 000 à moins de 200 000 habitants,.

### Occupation des sols

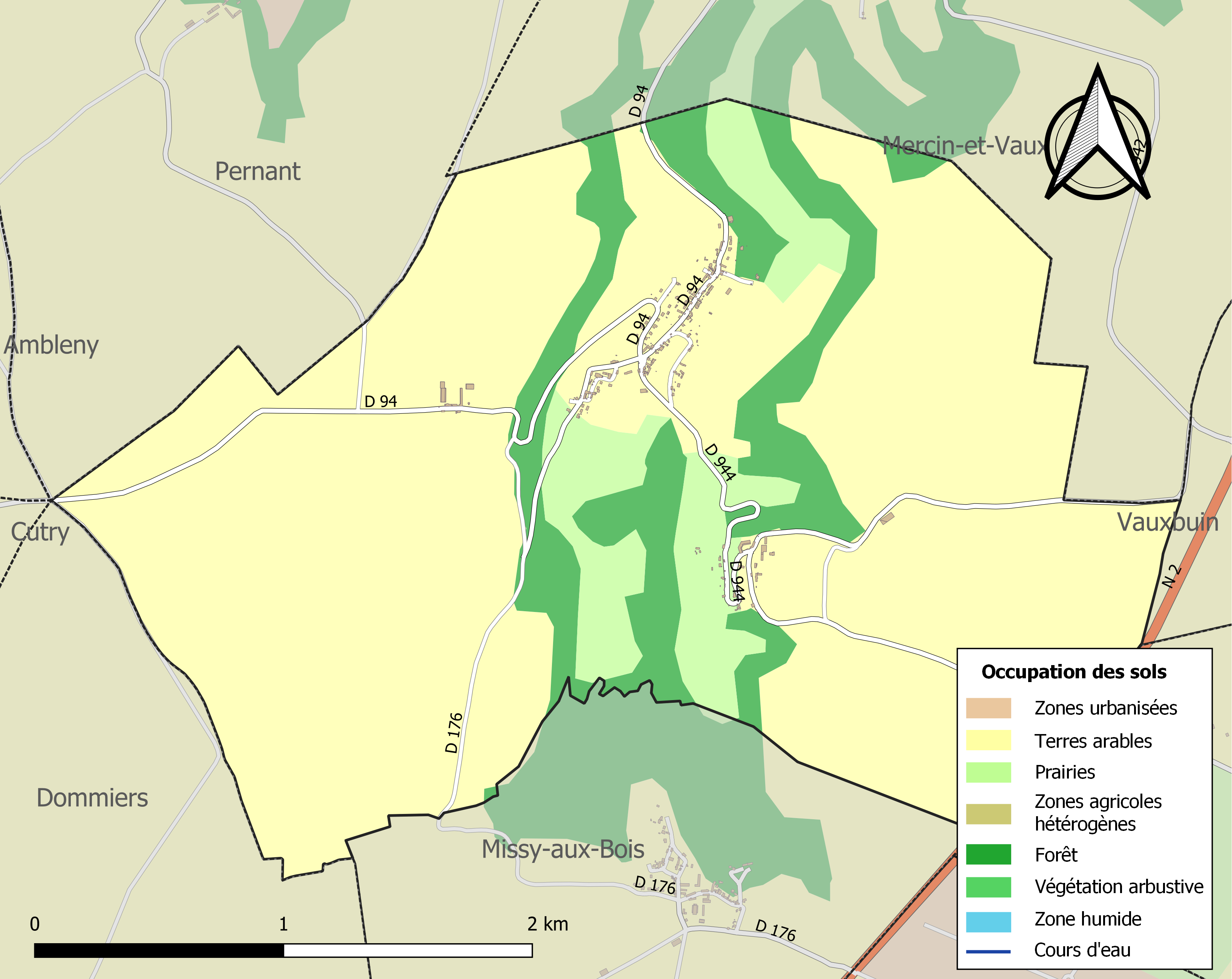
Carte de l'occupation des sols de la commune en 2018 (CLC).

L'occupation des sols de la commune, telle qu'elle ressort de la base de données européenne d'occupation biophysique des sols Corine Land Cover (CLC), est marquée par l'importance des territoires agricoles (87,6 % en 2018), une proportion identique à celle de 1990 (87,6 %).
La répartition détaillée en 2018 est la suivante :  terres arables (79,2 %), forêts (12,4 %), prairies (8,4 %).
L'évolution de l'occupation des sols de la commune et de ses infrastructures peut être observée sur les différentes représentations cartographiques du territoire : la carte de Cassini (XVIIIe siècle), la carte d'état-major (1820-1866) et les cartes ou photos aériennes de l'IGN pour la période actuelle (1950 à aujourd'hui).

### Lieux-dits, hameaux et écarts
Saconin-et-Breuil compte un hameau, Breuil, qui était une commune autonome jusqu'en 1873. Elle comptait alors 84 habitants.

### Habitat et logement
En 2021, le nombre total de logements dans la commune était de 92, alors qu'il était de 96 en 2016 et de 89 en 2011.
Parmi ces logements, 92,3 % étaient des résidences principales, 4,4 % des résidences secondaires et 3,3 % des logements vacants. Ces logements étaient pour 98,9 % d'entre eux des maisons individuelles et pour 1,1 % des appartements.
Le tableau ci-dessous présente la typologie des logements à Saconin-et-Breuil en 2021 en comparaison avec celle de l'Aisne et de la France entière. Une caractéristique marquante du parc de logements est ainsi une proportion de résidences secondaires et logements occasionnels (4,4 %) supérieure à celle du département (3,4 %) mais inférieure à celle de la France entière (9,7 %).
| Typologie                                               | Saconin-et-Breuil | Aisne | France entière |
| ------------------------------------------------------- | ----------------- | ----- | -------------- |
| Résidences principales (en %)                           | 92,3              | 86,7  | 82,2           |
| Résidences secondaires et logements occasionnels (en %) | 4,4               | 3,4   | 9,7            |
| Logements vacants (en %)                                | 3,3               | 9,9   | 8,1            |

### Voies de communication et transports
Le territoire communal est limité au sud-est par la route nationale 2.

## Toponymie
La commune résulte de la fusion de Saconin et de Breuil, intervenue en 1873.
Saconin est attesté sous les formes Saconi (1147) ; Saccuni (1203) ; Sacconi (1226) ; Sacony (1240) ; Saconiacus (1263) ; Saconni (1269) ; Sacconin (1299) ; Saconny (1337) ; Ville de Saccony (1383) ; Sacogni (1405) ; Saconnin (1409).
Breuil est attesté sous les formes Mons de Bruolio (1271) ; Brueil (1337) ; Brueul (1460) ; Breul-sur-Saconin (1624) ; Brueil-sur-Saconin (1698) ; Breuil-sur-Saconin (1710).

De l'ancien français breuil, dérivé du gaulois brogilos, désignant un « petit bois » ou un « petit bois entouré d'une haie ».

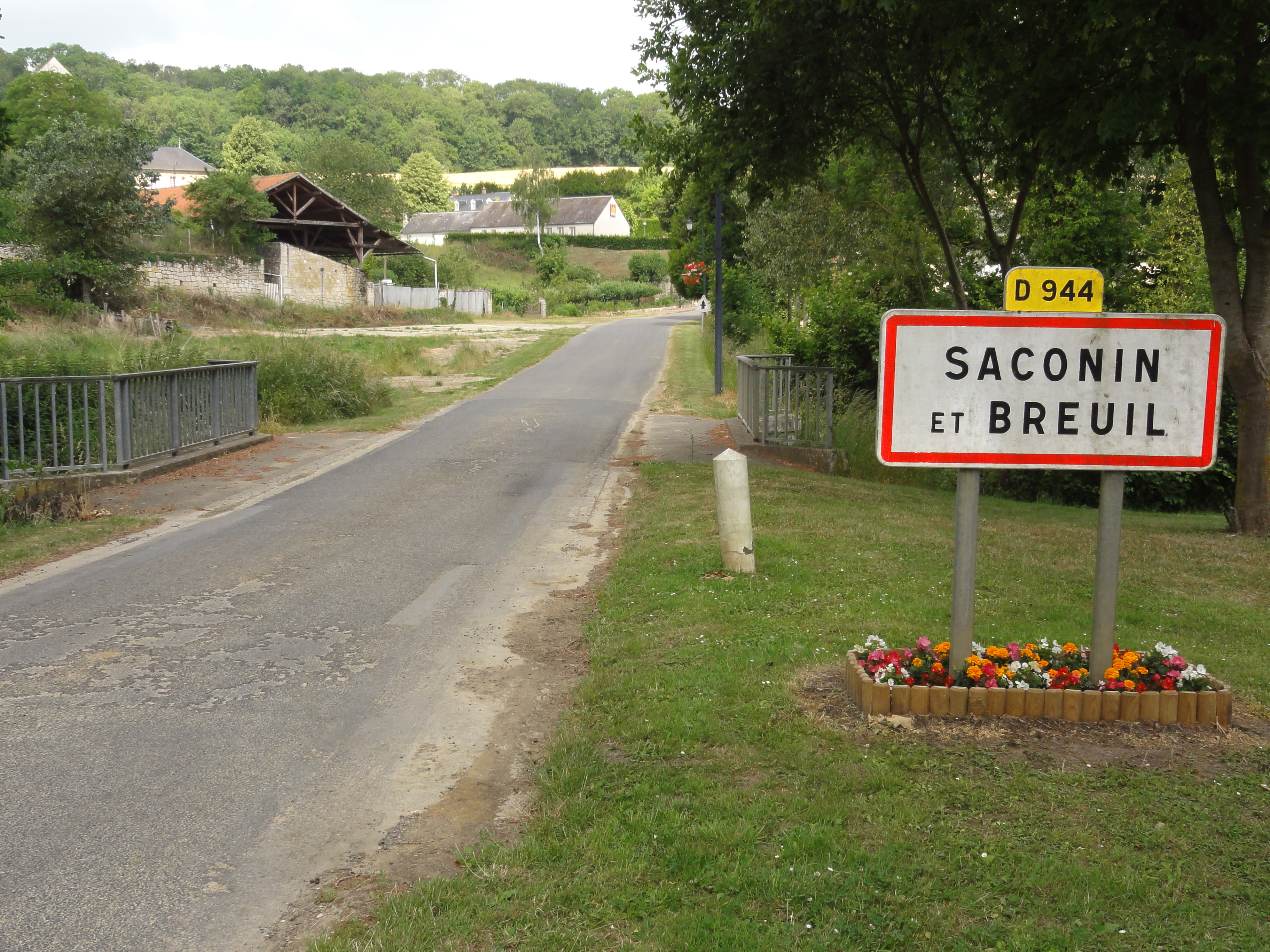
Entrée de Saconin.
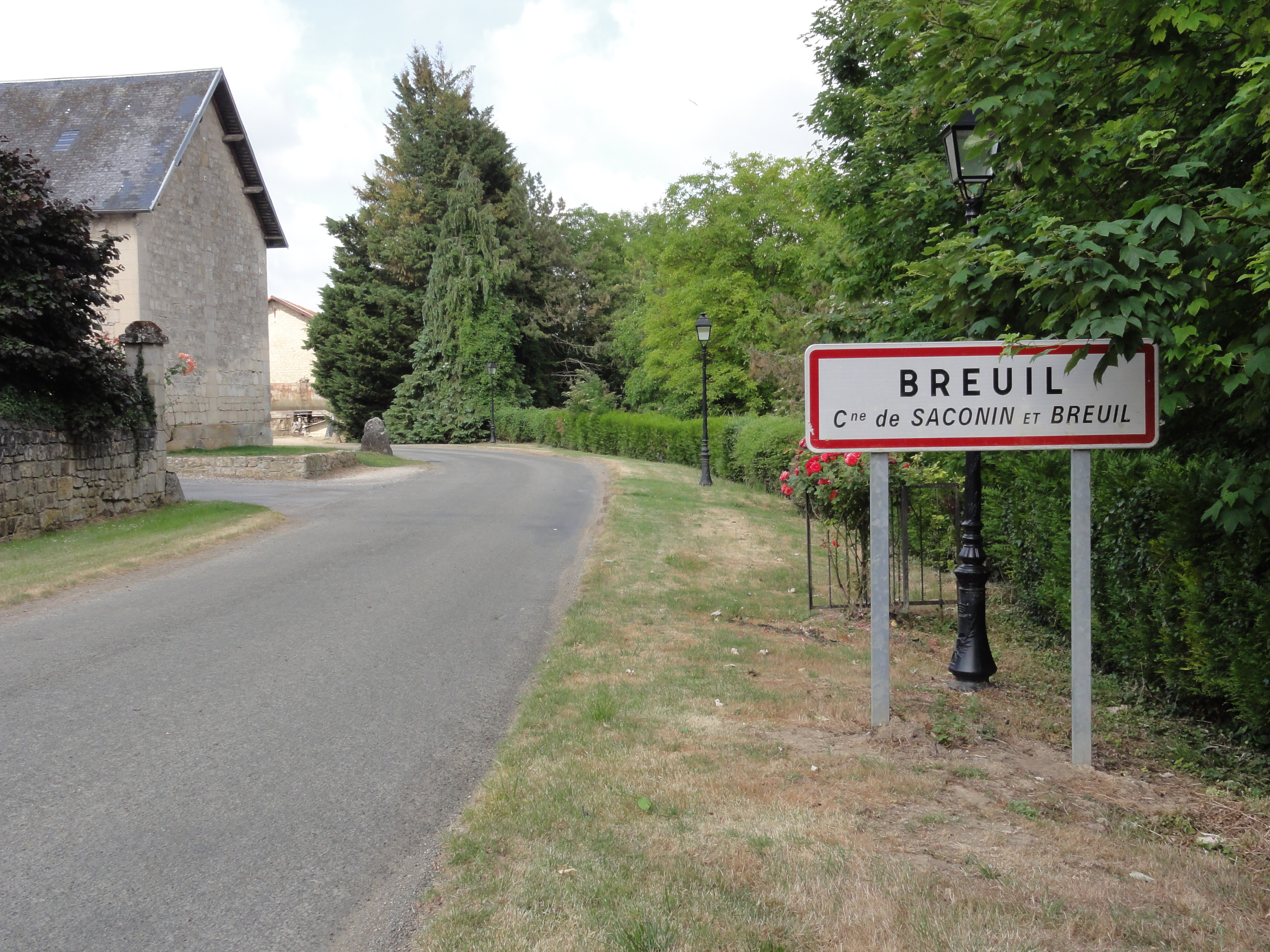
Entrée de Breuil.

## Histoire

### Époque contemporaine
Saconin est rattachée à Breuil le 11 août 1873,.

#### Première Guerre mondiale
Le village est considéré comme détruit à la fin de la guerre et a  été décoré de la Croix de guerre 1914-1918, le 21 octobre 1920.

## Politique et administration

### Rattachements administratifs et électoraux

#### Rattachements administratifs
La commune se trouve dans l'arrondissement de Soissons du département de l'Aisne.
Elle faisait partie depuis 1801 du canton de Vic-sur-Aisne . Dans le cadre du redécoupage cantonal de 2014 en France, cette circonscription administrative territoriale a disparu, et le canton n'est plus qu'une circonscription électorale.

#### Rattachements électoraux
Pour les élections départementales, la commune fait partie depuis 2014 d'un nouveau  canton de Vic-sur-Aisne  porté de 25 à 50 commune.
Pour l'élection des députés, elle fait partie de la quatrième circonscription de l'Aisne depuis le dernier découpage électoral de 2010.

### Intercommunalité
Saconin-et-Breuil était membre depuis 1995 de la communauté de communes du Pays de la Vallée de l'Aisne, un établissement public de coopération intercommunale (EPCI) à fiscalité propre créé en 1992 et auquel la commune avait transféré un certain nombre de ses compétences, dans les conditions déterminées par le code général des collectivités territoriales.
Dans le cadre des dispositions de la loi portant nouvelle organisation territoriale de la République du 7 août 2015, qui prévoit que les établissements publics de coopération intercommunale (EPCI) à fiscalité propre doivent avoir un minimum de 15 000 habitants, cette intercommunalité a fusionné avec la communauté de communes Villers-Cotterêts - Forêt de Retz pour former, le 1er janvier 2017, la communauté de communes Retz-en-Valois, dont est désormais membre la commune.

### Administration municipale
| Période                                  | Période                       | Identité                 | Étiquette  | Qualité                                                                                           |
| ---------------------------------------- | ----------------------------- | ------------------------ | ---------- | ------------------------------------------------------------------------------------------------- |
| Les données manquantes sont à compléter. |                               |                          |            |                                                                                                   |
|                                          |                               |                          |            |                                                                                                   |
| 1820                                     |                               | M. Pinta                 |            |                                                                                                   |
|                                          |                               |                          |            |                                                                                                   |
| 1920                                     |                               | M. Legrain               |            |                                                                                                   |
|                                          |                               |                          |            |                                                                                                   |
| mars 2001                                | 2016                          | Bernard Leclère          | UMP-PCD LR | Agriculteur, syndicaliste agricole Fils du maire précédent Président de l'Useda Démissionnaire    |
| septembre 2016                           | mai 2020                      | Pascal Lemoine           |            | Directeur technique à la FNTP                                                                     |
| mai 2020                                 | juillet 2024                  | Alexandre Maillet-Contoz |            | Profession libérale Mandat écourté par la démission du maire et d'une partie du conseil municipal |
| octobre 2024                             | En cours (au 28 janvier 2025) | Florence Van Veen Père   |            |                                                                                                   |

## Population et société

### Démographie
L'évolution du nombre d'habitants est connue à travers les recensements de la population effectués dans la commune depuis 1793. Pour les communes de moins de 10 000 habitants, une enquête de recensement portant sur toute la population est réalisée tous les cinq ans, les populations de référence des années intermédiaires étant quant à elles estimées par interpolation ou extrapolation. Pour la commune, le premier recensement exhaustif entrant dans le cadre du nouveau dispositif a été réalisé en 2004.

En 2022, la commune comptait 197 habitants, en évolution de −17,92 % par rapport à 2016 (Aisne : −1,97 %, France hors Mayotte : +2,11 %).
| 1793 | 1800 | 1806 | 1821 | 1831 | 1836 | 1841 | 1846 | 1851 |
| ---- | ---- | ---- | ---- | ---- | ---- | ---- | ---- | ---- |
| 220  | 224  | 234  | 191  | 203  | 218  | 214  | 240  | 226  |

| 1856 | 1861 | 1866 | 1872 | 1876 | 1881 | 1886 | 1891 | 1896 |
| ---- | ---- | ---- | ---- | ---- | ---- | ---- | ---- | ---- |
| 202  | 206  | 215  | 204  | 281  | 275  | 289  | 289  | 289  |

| 1901 | 1906 | 1911 | 1921 | 1926 | 1931 | 1936 | 1946 | 1954 |
| ---- | ---- | ---- | ---- | ---- | ---- | ---- | ---- | ---- |
| 303  | 297  | 292  | 186  | 200  | 240  | 226  | 242  | 244  |

| 1962 | 1968 | 1975 | 1982 | 1990 | 1999 | 2004 | 2006 | 2009 |
| ---- | ---- | ---- | ---- | ---- | ---- | ---- | ---- | ---- |
| 188  | 194  | 205  | 211  | 233  | 234  | 231  | 227  | 226  |

| 2014 | 2019 | 2022 | - | - | - | - | - | - |
| ---- | ---- | ---- | - | - | - | - | - | - |
| 234  | 203  | 197  | - | - | - | - | - | - |

## Culture locale et patrimoine

### Lieux et monuments
- Église Saint-Gervais-et-Saint-Protais de Saconin, monument historique.
- Le monument aux morts.
- La tombe du lieutenant Chavoix.
- La croix Sainte-Créaude et d'autres croix de chemin.
- Des lavoirs.

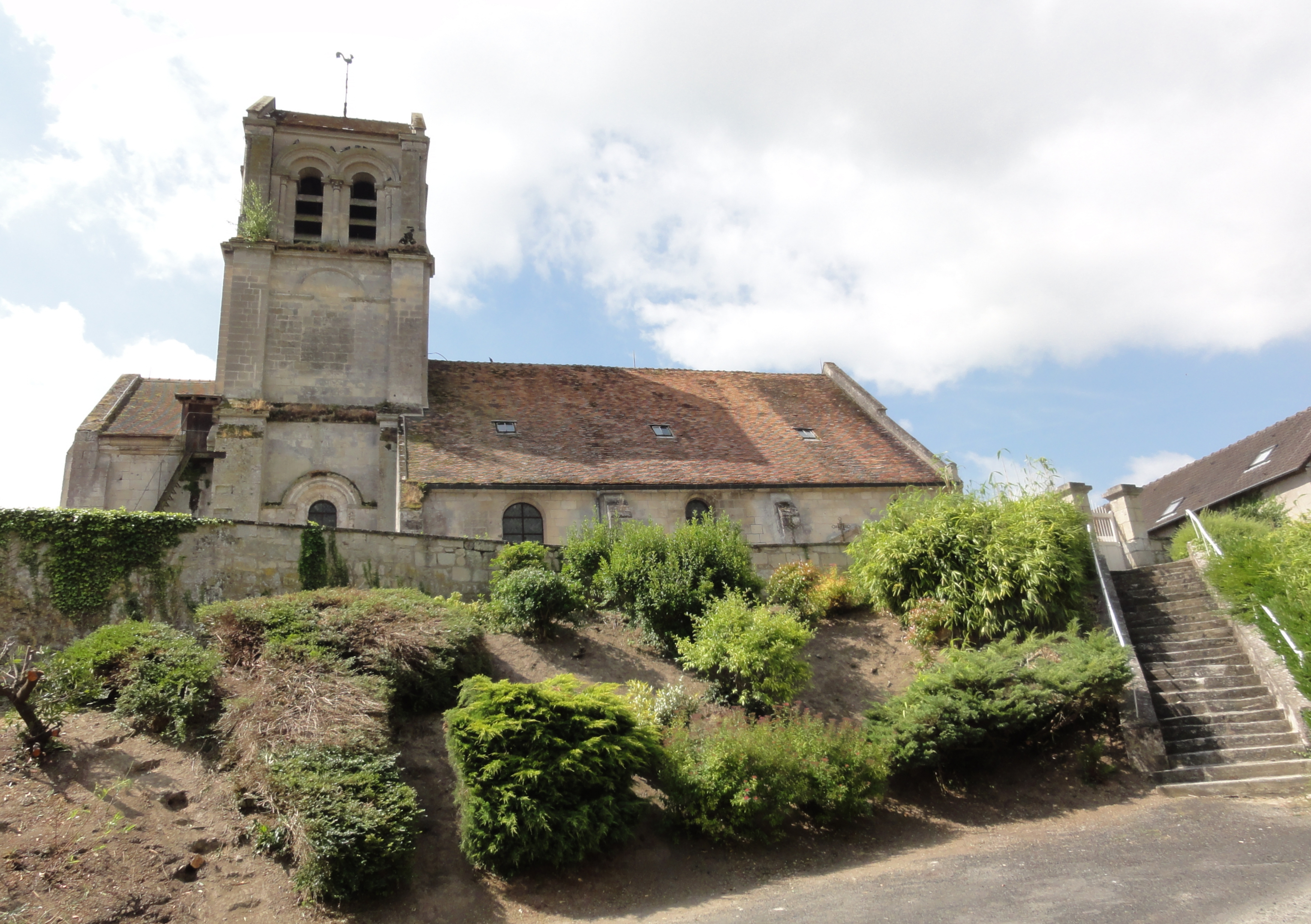
Église Saint-Gervais-et-Saint-Protais.
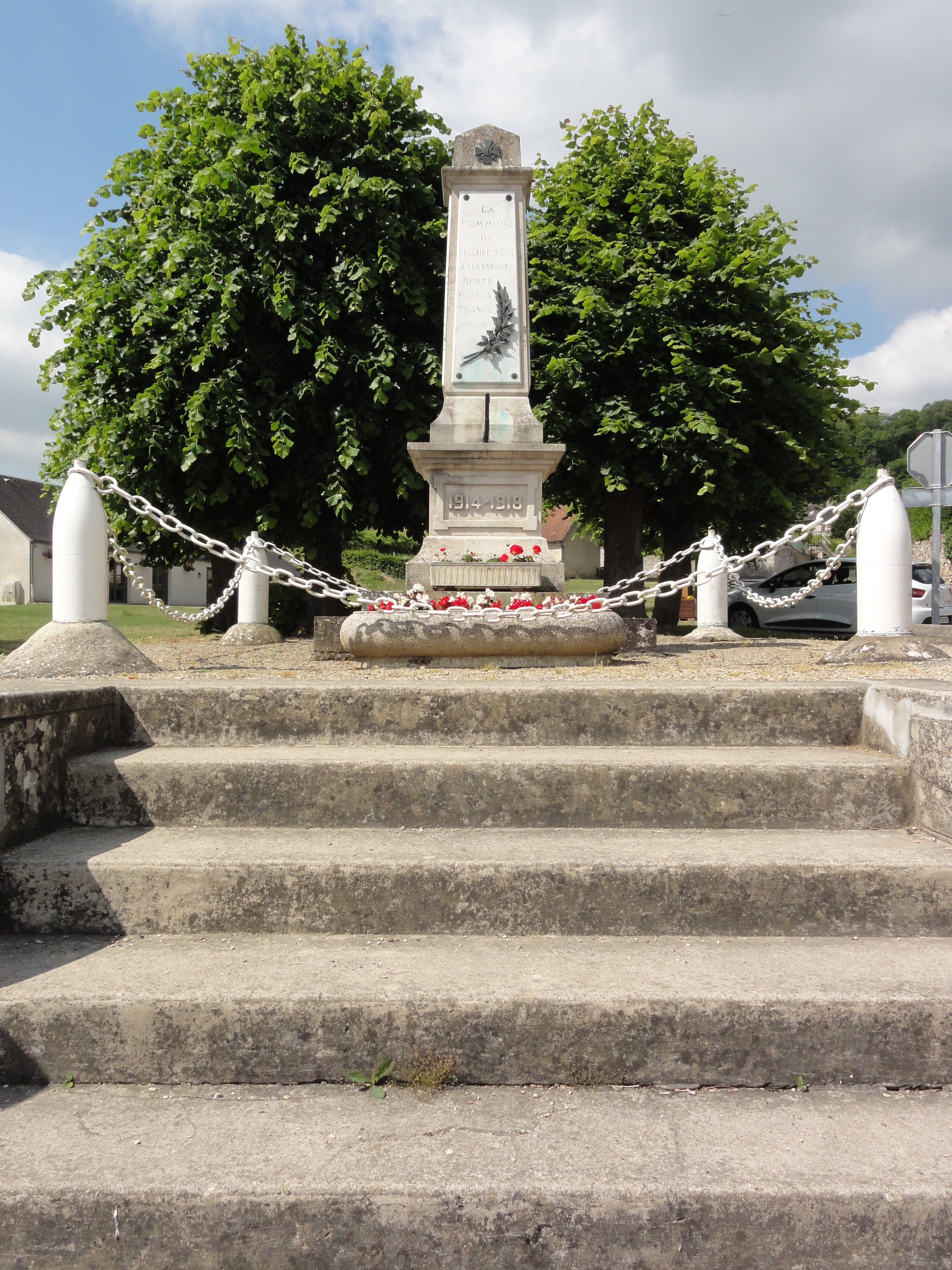
Monument aux morts.
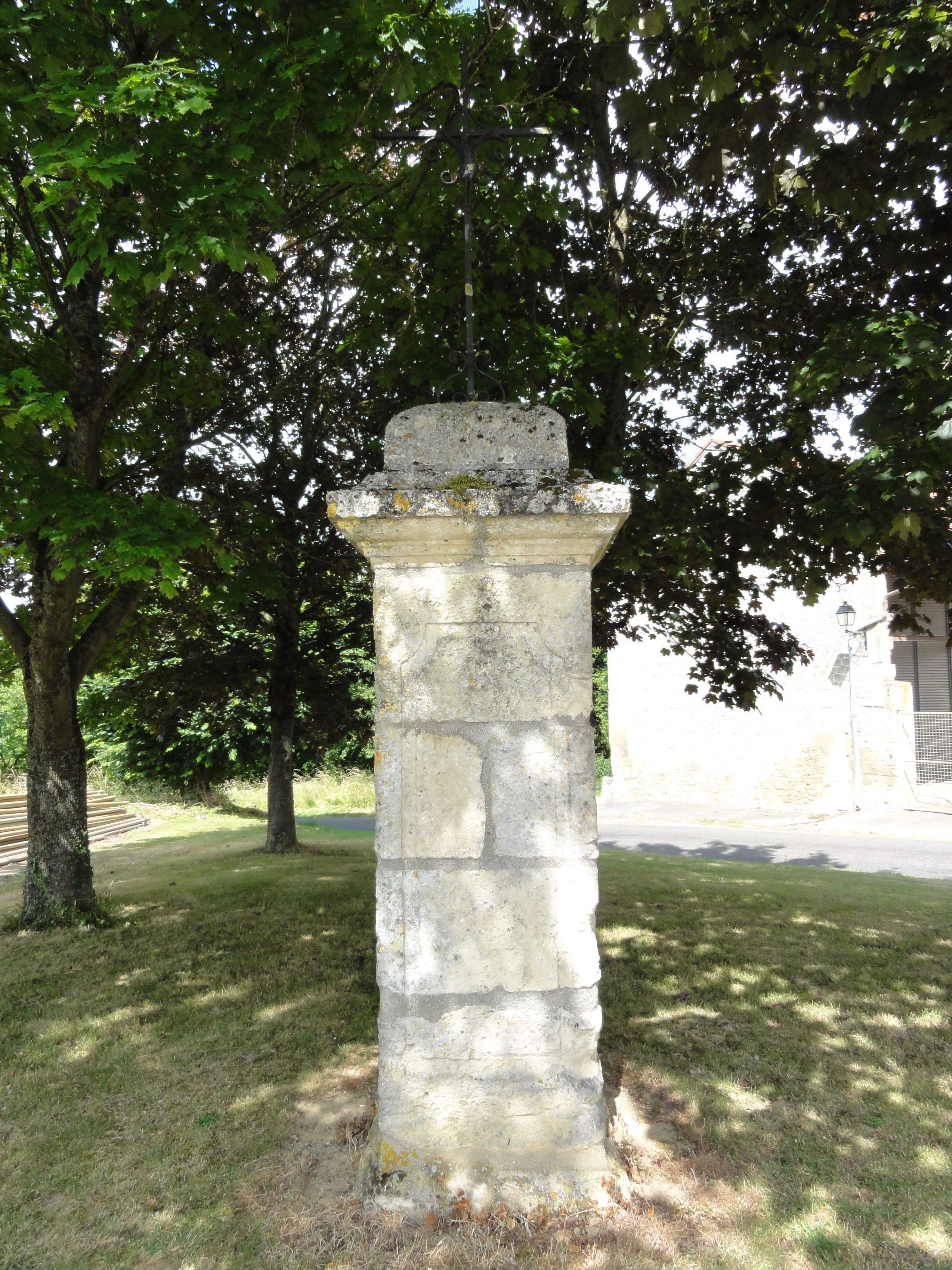
Croix de chemin à Breuil.
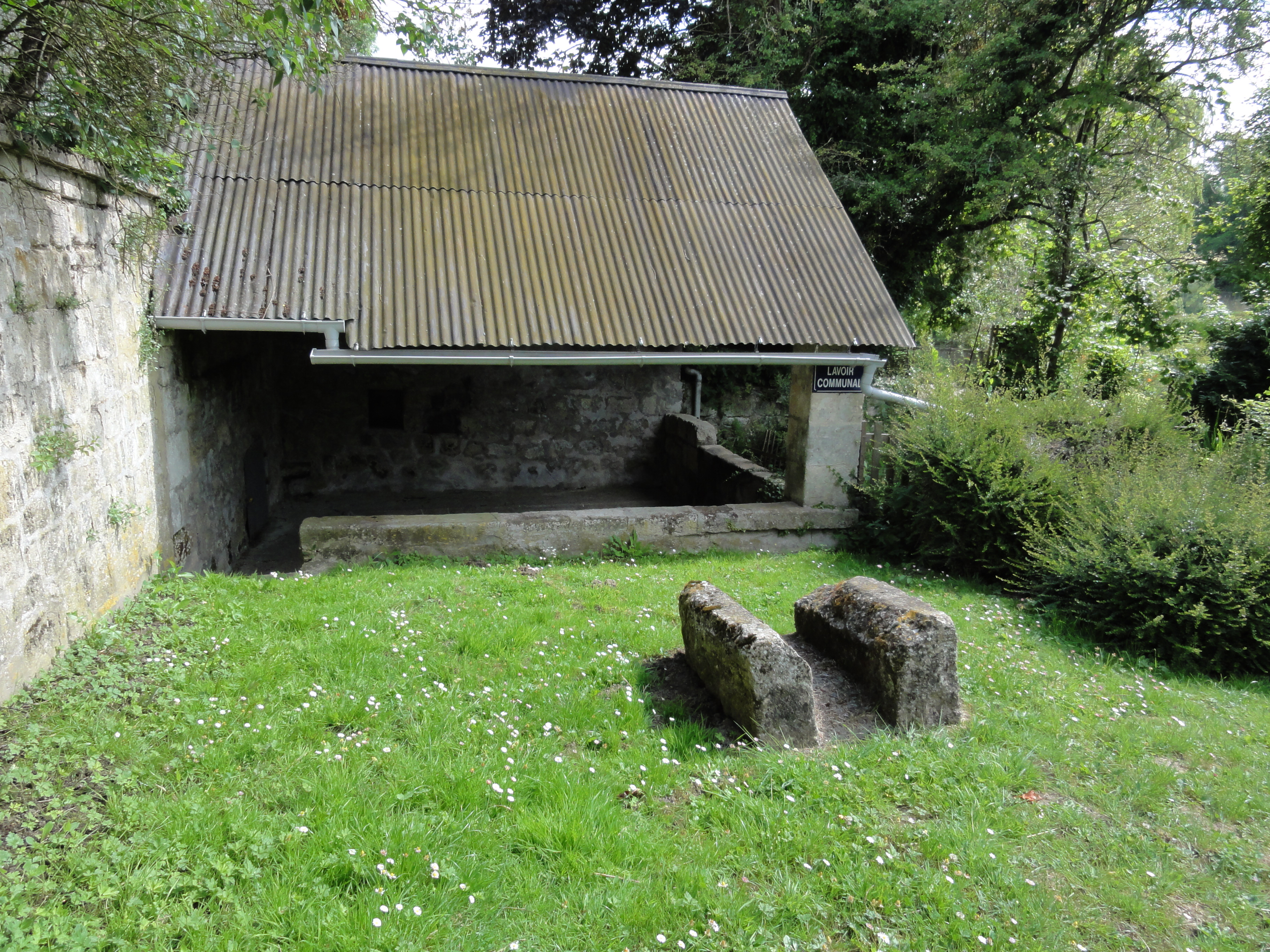
Lavoir communal.

### Héraldique
| Blason de Saconin-et-Breuil | Blason  | De gueules au preux chevalier tenant de sa main dextre une épée et de sa main senestre un bouclier, affrontant un monstre sous la forme d'une lionne, le tout d'or, sur une terrasse du même. Ornements extérieursCroix de guerre 1914-1918                                                                                         |
| Blason de Saconin-et-Breuil | Détails | Renvoie à une légende locale racontant qu'au nord de Saconin, Enguerrand II, seigneur de Coucy entre 1130 et 1149, aurait tué une bête féroce qui terrorisait le pays. Le monstre, dont la rumeur parlait d'un lion, est tué en forêt de Prémontré sur les terres de l'abbaye de Nogent-sous-Coucy. Blason officiel adopté en 1993. |

## Pour approfondir